# Dél-rakkai offenzíva
A 2017. júniusi rakkai offenzíva a Szíriai Hadsereg egyik hadművelete volt az Iraki és Levantei Iszlám Állam (Az ISIL) ellen Rakka kormányzóság délnyugati részén.

## Előzmények
2017. május elején a Szíriai Hadsereg erői támadást indítottak az ISIL ellen Aleppó keleti külvárosaiban, május 12-én este elfoglalták a Jirah Repülőteret.
Ezután a Szíriai Hadsereg a Tigris Erők vezetésével elfoglalta Maszkana városát és a körülötte fekvő falvakat, miután az ISIL harcosai kivonultak a környékről, az Aleppó kormányzóságban meglévő utolsó erődítményükből. Másnap a Hadsereg elérte Rakka kormányzóság határait.

## Az offenzíva
Június 13-án a Szíriai Hadsereg nagyobb területet megszerzett Rakka kormányzóságban, elfoglalt hét falut, és így elérték az Ithriya és Al-Thawrah közötti útvonalat. Eközben alig találkoztak az ISIL részéről ellenállással. A Hadsereg négy nappal később tovább haladt kelet felé, és elfoglalt 14 települést, így közel került az ISIL kezén lévő Resafa településhez.
Június 18-án a Szíriai Hadsereg elfoglalta  Resafa területét. Később a  Later that day, a F/A-18 Super Hornet launched from USS George H.W. Bush fedélzetéről indított egyik  F/A-18 Super Hornet lelőtte a Szíriai Légierő egyik Szu-22M4 gépét, miközben az SAF épp támadást indított egy célpont ellen, mely a Koalíció szerint az SDF célpontja volt, de később a szíriaiak elmondták, hogy ekkor az ISIL egyik állását vették célba Ja'din faluban. Később összecsapás tört ki a Szíriai Hadsereg és az SDF között, mert megpróbálták kimenekíteni a lelőtt gép pilótáját. Másnap Resafa a Szíriai Hadsereg kezére került.
Június 22-én az ISIL megpróbálta Um Soah város közelében elvágni a Szíriai Hadsereg Resafa területére vezető utánpótlási útvonalát, de a támadást még annak megkezdése előtt megakadályozták. Június 30-án a Szíriai Hadsereg teljesen visszanyerte az irányítást az Ithriya és Thawrah közötti útvonalon, ezzel körbe zárta Aleppónak még az ISIL kézen lévő részét. Erre válaszul az ISIL evakuálta a területet, az SAA pedig Aleppó kormányzóságban elfoglalta a még az ISIL kezén lévő falvakat, városokat és sivatagos területeket.